# الكل يغني (فلم)
الكل يغني فيلم غنائي مصري تم إنتاجه عام 1947، من تأليف محمد مصطفى المنفلوطي وعبد العزيز سلام وعز الدين ذو الفقار إخراج عز الدين ذو الفقار و بطولة أميرة أمير وعز الدين ذو الفقار ونجاة علي.

## قصة الفيلم
فتاة موهوبة في الغناء، إلا أن القدر يضعها هي وأختها الصغرى في مأزق اليتم حيث يموت أبوهما فجأة وتبدأ حالة العوز والحاجة تطاردهما، فتتجه الفتاة إلى احتراف الغناء حيث اكتشف أحد أصحاب الصالات أن صوتها جميلاً، ولكن الأخت الصغرى بما ليس لها من خبرة الحياة تسأل أختها الكبرى عن مصدر دخلهما فتعرف باحترافها الغناء فتثور غاضبة وتتبرأ منها حتى تتعرف على شاب يقضى سهراته في صالات الغناء والرقص، يتحدث ذات مرة عن أختها ووصفها بالطاهرة تهكمًا لأنها لا تجالس السكارى وليس لها أصدقاء من الرجال، وتذهب الصغرى لتتأكد فتدرك مدى صدق أختها في فنها إلا أنها تتعرض لموقف مأساوي من الشاب الذي تعرفت عليه، تنقذها أختها الكبرى فتعود الأخت الصغرى نادمة على ما قالته واتهمت به اختها الكبرى وتقتنع أن الفن عمل لا يعيب صاحبه ولا ينال من نزاهته وعفته.

## فريق العمل
إخراج: عز الدين ذو الفقار
تأليف:
- محمد مصطفى المنفلوطي (قصة)
- عبد العزيز سلام (سيناريو وحوار)
- عز الدين ذو الفقار (سيناريو وحوار)

إنتاج: أفلام أميرة أمير
طاقم العمل:
- أميرة أمير
- عز الدين ذو الفقار
- نجاة علي
- كاميليا
- هاجر حمدي
- غرام شيبا
- محمد سلمان
- إسماعيل يس
- حسن فايق
- فؤاد شفيق

## روابط خارجية
- مقالات تستعمل روابط فنية بلا صلة مع ويكي بيانات